# Siegmund Maybaum
Siegmund Maybaum (geb. 29. April 1844 in Miskolc, Österreich-Ungarn; gest. 1919 in Berlin) war ein Rabbiner und jüdischer Gelehrter. Er  gehörte 1897 zu den „Protestrabbinern“, die sich gegen die Abhaltung des Zionistenkongresses in Deutschland wandten. 

## Leben
Maybaum wurde 1844 in Miskolc, Ungarn, geboren. Er studierte an den Jeschiwot von Eisenstadt (unter I. Hildesheimer) und Pressburg (Bratislava) sowie an der Universität und am Rabbinerseminar von Breslau, wo er die Ordination erhielt, die von Zacharias Frankel unterzeichnet wurde. Er amtierte als Rabbiner in Dolný Kubín, Ungarn (1870–1873), und Žatec (Saaz), Böhmen (1873–1881). 1881 wurde er nach Berlin berufen, wo er ab 1888 auch Vorlesungen über Homiletik an der Lehranstalt für die Wissenschaft des Judentums hielt. Im Jahr 1903 wurde er zum Professor ernannt.
Maybaum war im Verband der Rabbiner Deutschlands aktiv. Zusammen mit Rabbiner Heinemann Vogelstein aus Stettin sprach er sich 1897 gegen die Einberufung des Zionistenkongresses in Deutschland aus. Mit weiteren liberalen und orthodoxen Rabbinern wurde im Juli 1897 ein Brief an die Allgemeine Zeitung des Judentums verfasst, in dem die Besorgnis zum Ausdruck kam, dass der Zionismus die Rechte der Juden als Bürger des Deutschen Reiches untergraben würde, wobei der Zionismus als Widerspruch zu den messianischen Verheißungen des Judentums angesehen wurde. Diese Gruppe deutscher Rabbiner wurde von Theodor Herzl polemisch als „Protestrabbiner“ bezeichnet. Die Münchner Gemeindeleitung setzte sich erfolgreich dagegen ein, dass der erste Zionistenkongress in ihrer Stadt stattfand, worauf Herzl dafür sorgte, dass er stattdessen in Basel abgehalten wurde. (Siehe auch Matthias Morgenstern: Von Frankfurt nach Jerusalem. Tübingen 1995, wo die Textpassage der Enschließung im Wortlaut wiedergegeben wird).
Maybaum war ein ausgezeichneter Prediger und seine Predigten wurden in mehreren Bänden veröffentlicht. Anlässlich seines 70. Geburtstages wurde eine Festschrift veröffentlicht.
Der in Wien geborene deutsch-britische Reformrabbi und Theologe Ignaz Maybaum (1897–1976) war sein Neffe.

## Publikationen
- Die Anthropomorphien und Anthropopathien bei Onkelos und den spätern Targumim : mit besonderer Berücksichtigung der Ausdrücke Memra, Jekara und Schechintha .... Breslau, 1870
- Fest- und Gelegenheits-Predigten, von S. Maybaum, Rabbiner der israelitischen Cultusgemeinde in Saaz. A. Hepner’s Verlag Breslau 1878
- Die Entwickelung des altisraelitischen Priestertums. Breslau 1880
- Die Entwickelung des israelitischen Prophetentums. F. Dümmler, Berlin, 1883
- Predigten. Berlin 1892–1914 (sieben Bände)
- Jüdische Homiletik. Berlin 1890
- Aus dem Leben von Leopold Zunz. In: Zwölfter Bericht über die Lehranstalt für die Wissenschaft des Judenthums in Berlin, erstattet vom Curatorium, Berlin, 1894, S. 1–63 (Web-Ressource).
- Methodik des jüdischen Religionsunterrichtes. Praktische Theologie: Zweiter Theil. Breslau, 1896 (Digitalisat)
- Die Anfänge der jüdischen Predigt. Berlin, 1901